# Бадруш Мукамай
Бадруш Мукамай (баш. Бәҙрүш Моҡамай, настоящее имя Бадретдин Мухамметьянович Мухамметьянов (баш. Мөхәмәтйәнов Бәҙретдин Мөхәмәтйән улы), 5 октября 1909, Каишево, Уфимская губерния, Российская империя — 20 сентября 1944, около г. Иецава, Латвийская ССР, СССР) — советский поэт башкирского происхождения. Член Союза писателей БАССР (1939).

## Биография
Родился 5 октября 1909, Каишево, Уфимская губерния, Российская империя (ныне деревня в Дюртюлинском районе Башкортостана, Россия). После окончания школы-семилетки поступил в Уфимский педагогический техникум, который окончил в 1931 году. В 1931 году устроился на работу учителем в одну из школ Чишминского района, в следующем году стал заведующим сектором газет «Йэш коммунар» и «Ленинсы», в 1933—1941 годах (с перерывом на службу в армии в 1933—1936 годах) — сотрудник газеты «Ярыш» («Соревнование»).
Участник Великой Отечественной войны в звании старшины в 70-й стрелковой дивизии. Дважды был ранен, участвовал в освобождении городов Вязьма, Можайск, Великие Луки.  Погиб в бою 20 сентября 1944 года около латвийского города Иецава.

## Творчество
Начал печатать стихи, посвященные коллективизации, в конце 1920‑х годов в газетах «Яна авыл», «Эдэби удар» и др. Стихи публиковал под псевдонимом Мокамай, взятым из поэмы Хади Такташа «Мокамай». Первая книга «Шиғырҙар» («Стихи») была опубликована в 1939 году. Стихотворения из сборника «Урал егете» («Джигит с Урала», 1943), проникнуты патриотизмом, верой в победу в войне (стихотворения «Я вернусь с победой!», «Клятва», «Связист», поэма «Таня» о Зое Космодемьянской и т. д.).
В Каишево одна улиц носит имя Мукамая. На доме по адресу Дюртюли, ул. Советская, 12 (где жил поэт), в фойе редакции в г. Дюртюли и на здании клуба в Каишево в его честь установлены мемориальные доски. В августе 2019 дом поэта в Дюртюлях сгорел.

## Семья
Женился в октябре 1937 года на учительнице Клавдии Архиповой, в 1938 году у неё родилась первая дочь Линария, а через год — Эмма.